# 파인더스코프

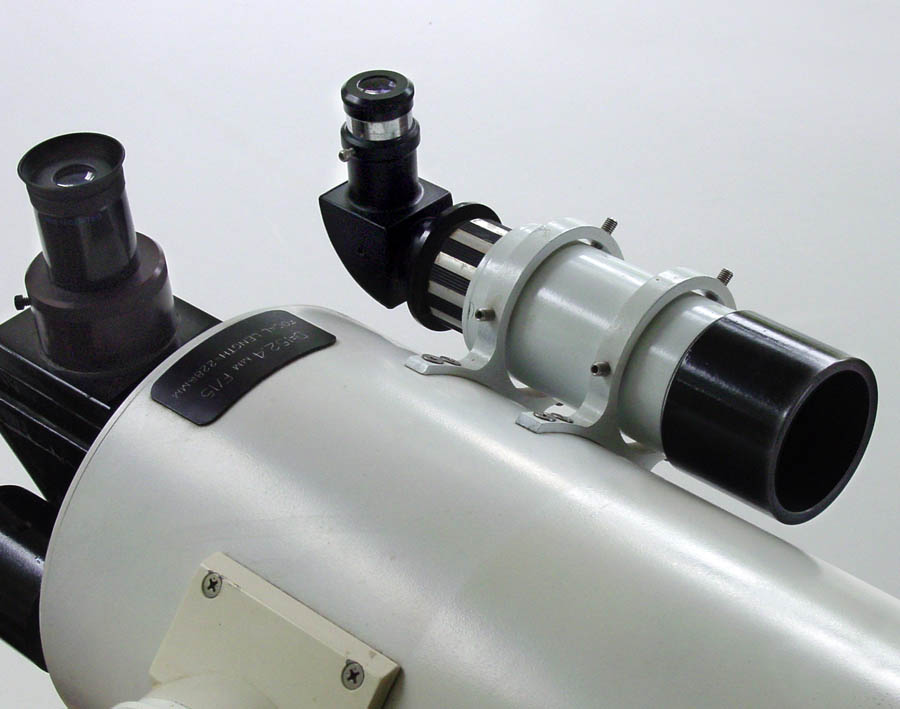
파인더스코프

파인더스코프(finderscope)는 천문학과 별 관찰에 사용되는 보조 조준 장치로, 일반적으로 동일한 조준선을 따라 더 큰 천문 망원경에 평행하게 장착된 작은 보조 굴절 망원경/단안경이다. 파인더스코프는 일반적으로 주 망원경보다 훨씬 작은 배율을 가지므로 더 큰 시야를 제공하며, 주 망원경을 대략 정확한 방향으로 수동으로 가리키는 데 유용한다("회전"). 그러면 확대 시 원하는 천체를 쉽게 볼 수 있다. 일부 파인더스코프에는 주 망원경을 보다 정확하게 조준하거나 표준 측정을 수행할 수 있는 정교한 십자선이 있다.

## 기능 및 설계
파인더스코프에는 주 망원경의 시선에 적절하게 정렬하는 메커니즘이 포함되어 있다. 이 정렬을 수행하는 방법은 파인더스코프와 마운트의 디자인에 따라 다르다. 일반적으로 아마추어 망원경에서는 3~6개의 조정 나사를 사용하여 수행된다.
파인더스코프는 일반적으로 A×B 형식으로 지정된다. 여기서 A는 배율이고 B는 파인더스코프 대물 렌즈의 조리개(밀리미터)이다. 예를 들어, 6×30 파인더스코프는 대물렌즈가 30mm이고 배율이 6×인 파인더스코프를 의미한다. 이 지정은 대부분의 쌍안경에서 사용되는 것과 동일한 형식이다.
6×30 파인더스코프는 일반적으로 아마추어 망원경의 확대 파인더스코프에 사용 가능한 최소 크기로 간주되며 보다 정확한 조준을 위해서는 8×50 이상의 파인더스코프가 선호된다.

## 같이 보기
- 뷰파인더